# 三和町合戸
三和町合戸（みわまち ごうど）は、福島県いわき市の大字である。郵便番号は970-1264。

## 地理
いわき市中部の三和地区に属する。北で三和町下永井、北東で小川町西小川、西で平赤井、南西で好間町大利、内郷高野町、南端角で遠野町深山田、南西で遠野町上根本、西で遠野町入遠野、北西で三和町渡戸とそれぞれ隣接する。また、三和町下永井には当地の飛地が存在する（字内畑）。概ね町村制施行以前の磐前郡合戸村の流れを汲む地域である。二級水系夏井川水系好間川上流域、支流の渡戸川下流右岸側を主な範囲とする。好間川沿いの平地に水田が広がり、国道49号沿いに集落が位置するほかは、地区内のほとんどが山林で占められている。内郷御厩町内に所在するいわき中央警察署及び三和町下市萱に所在する内郷消防署三和分遣所がそれぞれ管轄にあたる。

### 主な字
字
- 内畑
- 中山
- 駅
- 成沢
- 入藪

- 細戸
- 中館下
- 中ノ内
- 浮矢
- 仁井宿

### 山岳
- 鶴石山
- 水石山

### 河川
二級水系夏井川水系
- 好間川
  - 渡戸川
  - 仁井宿川
  - 深谷沢
  - 入藪沢
  - 細戸川

## 歴史
- 1879年1月27日 - 幕府領合戸村が福島県内における郡区町村制の施行により磐前郡の村となる[4]。
- 1889年4月1日 - 町村制の施行により合戸村が下永井村、上永井村、渡戸村と合併し永戸村が発足する。旧合戸村域は永戸村の大字となる。[4]。
- 1896年4月1日 - 磐前郡と周辺郡との合併により石城郡が発足し、石城郡永戸村となる[4]。
- 1955年2月11日 - 石城郡永戸村が三阪村、沢渡村と合併し三和村となり、三和村の大字となる[4]。
- 1966年10月1日 - 三和村が平市・磐城市・常磐市・勿来市・内郷市、石城郡遠野町・四倉町・小川町・川前村・田人村・好間村、双葉郡久之浜町・大久村と合併しいわき市となり、いわき市三和地区の大字となる[4]。

## 世帯数と人口
2023年10月31日現在の世帯数と人口は以下の通りである。
| 大字       | 世帯数  | 人口  |
| ---------- | ------- | ----- |
| 三和町合戸 | 108世帯 | 291人 |

## 小・中学校の学区
市立小・中学校に通う場合、学区は以下の通りとなる。
| 番地           | 小学校                   | 中学校               |
| -------------- | ------------------------ | -------------------- |
| 成沢           | いわき市立好間第四小学校 | いわき市立好間中学校 |
| 上記を除く全域 | いわき市立三和小学校     | いわき市立三和中学校 |

## 交通

### 道路
- 磐越自動車道
  - いわき三和インターチェンジ
  - 合戸トンネル
- 国道49号
  - いわき水石トンネル
- 福島県道66号小名浜小野線
- 福島県道133号赤井停車場線

## 施設
- 合戸郵便局
- 東北電力 大利第二発電所
- 水石山公園
  - 国土交通省東北地方整備局磐城国道事務所 水石山無線中継所
- 御塚神社